# Blue Panorama Airlines

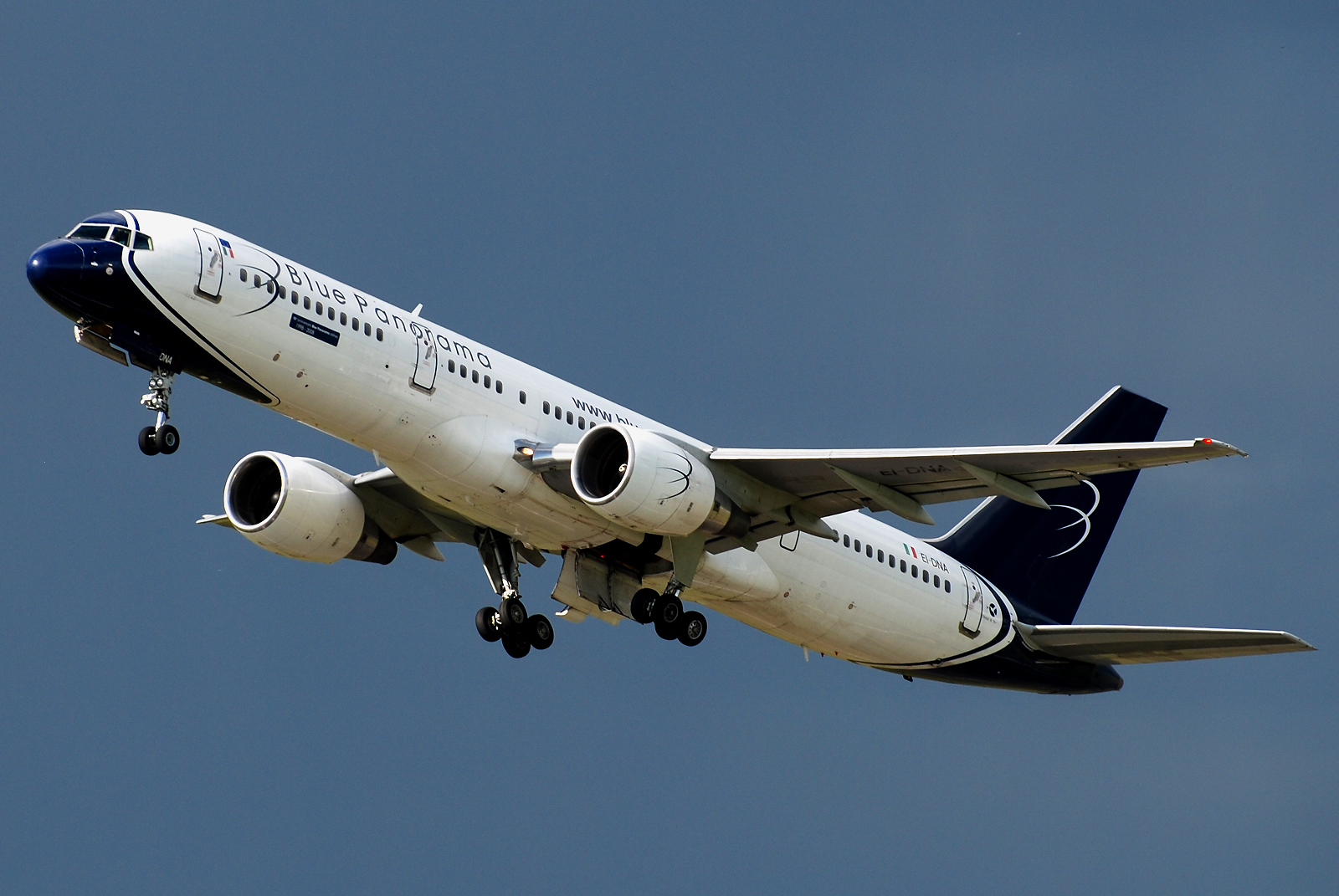
Boeing 757-200 авіакомпанії Blue Panorama залишає аеропорт Единбурга, Шотландія. (2009)

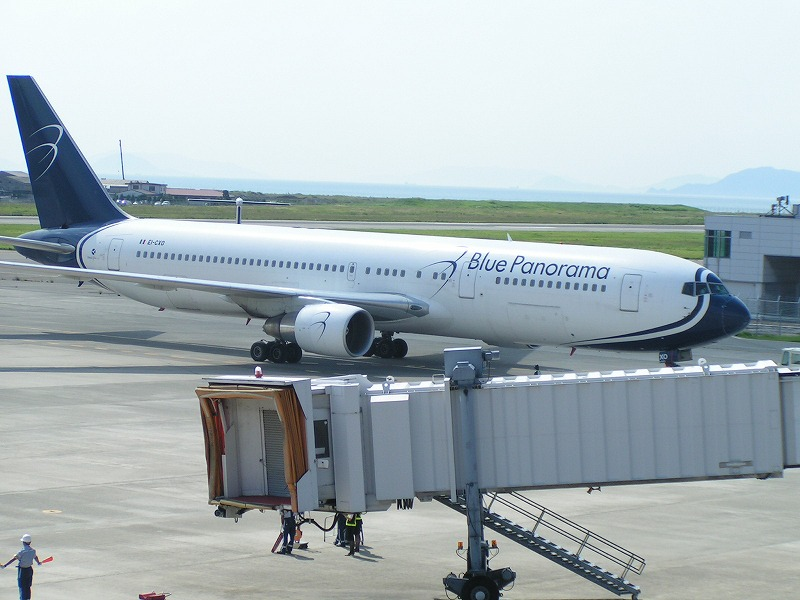
Boeing 767-300ER авіакомпанії Blue Panorama в аеропорту Мацуяма, Японія. (2006)

Blue Panorama Airlines S. p.A. — колишня італійська авіакомпанія, що базується в Римі. Це приватна авіакомпанія. виконує регулярні і чартерні перевезення з Італії за різними міжнародними напрямками. Її основною базою є римський Міжнародний аеропорт імені Леонардо да Вінчі (для рейсів під брендом Blu-express) і міланський аеропорт Мальпенса для ближньо-, середньо - і далекомагістральних регулярних і чартерних перевезень. Станом на кінець жовтня 2021 року він призупинив усі операції до подальшого повідомлення.

## Історія
Авіакомпанія була заснована в 1998 році бізнесменом Franco Pecci і почала польоти в грудні того ж року. Її власниками є Distal & Itr Group (66,6 %) і Franco Pecci (33,4 %).. Вона оперує бюджетною авіакомпанією Blu-express як підрозділом, повним власником якого є Franco Pecci.

## Банкрутство
У жовтні 2012 року керівництво авіакомпанії подало заявку в італійське управління цивільної авіації про банкрутство з метою реструктуризації бізнесу. 23 жовтня заявка була задоволена. При цьому в авіакомпанії була відкликана діюча ліцензія видана тимчасова строком на 12 місяців із щомісячною перевіркою стану. Незважаючи на поточні зміни компанія продовжує виконувати польоти в звичайному режимі.

## Географія польотів

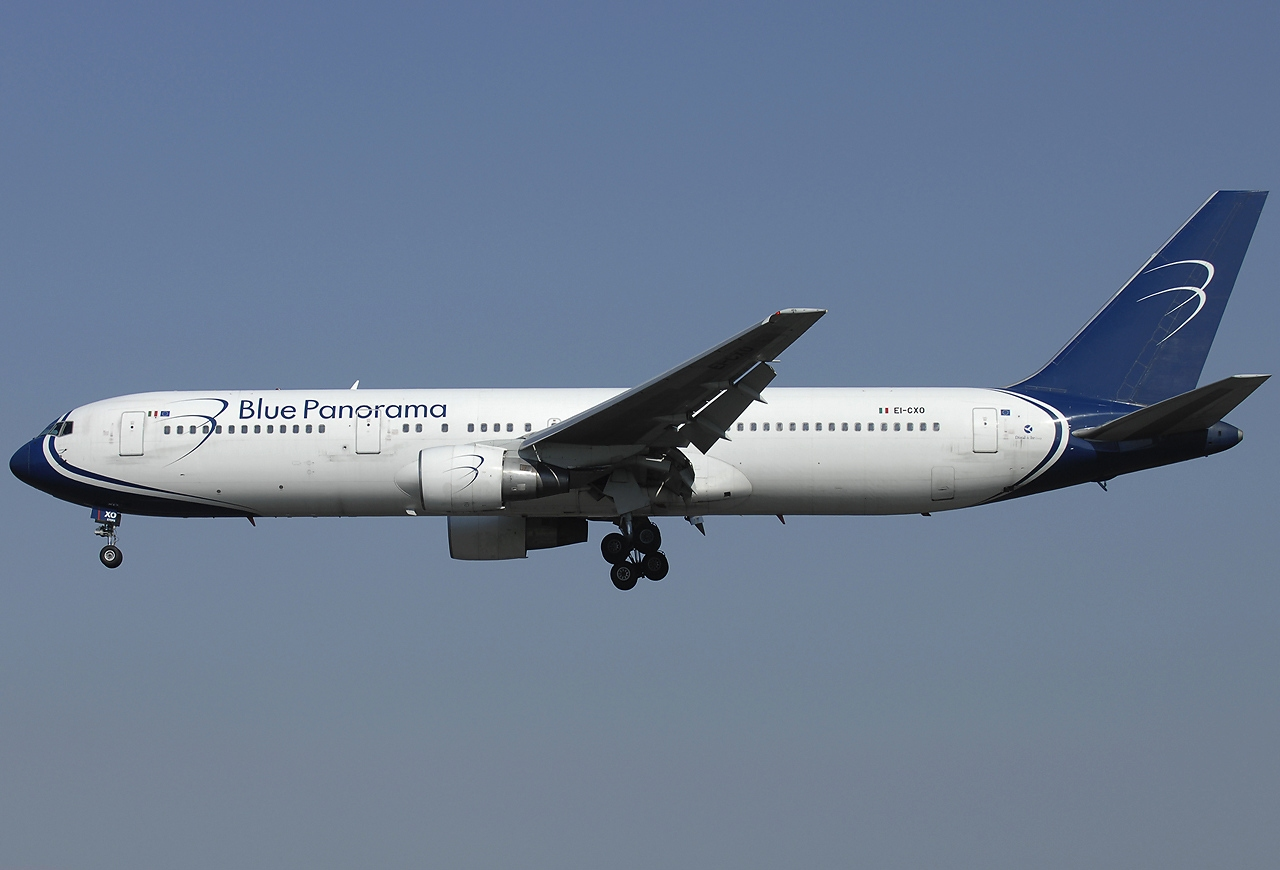
Blue Panorama Boeing 767-300ER

| [Hub]     | Хаб                  |
| [Focus]   | Хаб                  |
| [F]       | Майбутній            |
| [S]       | Сезонний             |
| [charter] | Сезонний чартер      |
| [T]       | Тимчасово припинений |

### Код-шерінг
Blue Panorama Airlines має код-шерінгові угоди з такими авіакомпаніями:
- Air Italy
- Albawings
- Cubana de Aviacion
- Neos
- Norwegian Air Shuttle

## Флот
Флот авіакомпанії Blue Panorama на травень 2018 року:

## Цікаві факти
Літаки Boeing-767 і Boeing-757 цієї авіакомпанії були показані в кліпі на пісню Джон Ледженд Show Me з альбому Once Again.